# Unleashed (groupe)
Pour les articles homonymes, voir Unleashed.
Unleashed est un groupe de death metal suédois, originaire de Kungsängen, Stockholm. Formé en 1989 par Johnny Hedlund, le groupe a comme thème principal la culture Viking, et le folklore de mythologie nordique.

## Biographie
Le groupe est formé en 1989 par le chanteur et bassiste Johnny Hedlun à la suite de la dissolution du groupe Nihilist. Les membres restants ont, pour leur part, formé Entombed. Le groupe commence alors à composer ses premiers titres et sort assez rapidement les démos Revenge et Utter Dark. Ces premières productions leur permettra de faire parler d'eux et d'attirer l'attention du label Century Media Records, avec qui ils signeront un contrat en 1991. Au cours de la même année sort leur premier album, Where No Life Dwells. Le groupe part ensuite en tournée de promotion de l'album avec le groupe Morbid Angel en Europe et aux États-Unis.
En 1992, le groupe sort Shadows in the Deep, qui inclut la reprise du titre de Venom Countess Bathory. L'année suivante sort Across the Open Sea, puis Victory en 1995. Cet album sera le dernier enregistré avec le guitariste Fredrik Lindgren, qui va quitter le groupe peu après la sortie de cet album. Il sera remplacé par le guitariste Fredrik Folkare, qui est toujours dans le groupe de nos jours. En 1997 sort l'album Warrior. À la suite de cette sortie, le groupe entrera dans une période plutôt calme, ou ils ne sortiront plus de disques et feront peu de concerts, les membres du groupe étant concentrés sur leur vie personnelle et leurs projets musicaux en dehors de Unleashed.
L'année 2002 marque le retour des activités pour le groupe. Après une série de rééditions de ses premiers albums, Unleashed sort son sixième opus, Hell's Unleashed. Cette sortie est suivie d'une nouvelle tournée de promotion de leur album. En 2004 sort l'album Sworn Allegiance, qui est suivi deux années plus tard par l'opus intitulé Midvinterblot. Le groupe part alors en tournée européenne en novembre 2006 au Masters of Death Tour avec les groupes Grave, Dismember et Entombed. Quelques mois plus tard, en février et mars 2007, le groupe est parti en tournée en Amérique du Nord avec les groupes Krisiun et Belphegor. En juin 2008, le groupe sort son neuvième album, Hammer Battalion.
En juillet 2009, le groupe annonce qu'ils allaient signer un contrat avec le label Nuclear Blast. En été 2010, Unleashed participe aux festivals Summer Breeze Open Air et au With Full Force. L'album As Yggdrasil Trembles sort en 2010 sous ce label, suivi le 23 avril 2012 par Odalheim. Leur douzième album, intitulé Dawn of the Nine, est publié le 24 avril 2015.

## Membres

### Membres actuels
- Johnny Hedlund – chant, basse (depuis 1989)
- Anders Schultz – batterie (depuis 1989)
- Fredrik Folkare – guitare solo (depuis 1997)
- Tomas Måsgard – guitare rythmique (depuis 1990)

### Anciens membres
- Fredrik Lindgren – guitare (1989–1995)
- Robert Sennebäck – guitare, chant (1989–1990)

## Discographie

### Albums studio
- 1991 : Where No Life Dwells
- 1992 : Shadows in the Deep
- 1993 : Across the Open Sea
- 1995 : Victory
- 1997 : Warrior
- 2002 : Hell's Unleashed
- 2005 : Sworn Allegiance
- 2006 : Midvinterblot
- 2008 : Hammer Battalion
- 2010 : As Yggdrasil Trembles
- 2012 : Odalheim
- 2015 : Dawn of the Nine
- 2018 : The Hunt Of White Christ
- 2021 : No Sign of Life

### Démos
- The Utter Dark (démo-cassette)
- Revenge (démo-cassette)
- Revenge - Vinyl 7
- …and the Laughter Has Died (vinyle 7")

### Albums live
- 1994 : Live in Vienna '93
- 1996 : Eastern Blood…

### Compilations
- 1992 : Masters of Brutality (Fnac Music)
- 2008 : Viking Raids (The Best of 1991-2004)